# Freiburg (regiune)
Freiburg este una dintre cele patru regiuni administrative de tip Regierungsbezirk ale landului Baden-Württemberg, Germania. Este localizată în sud-vestul landului. Are capitala în orașul Freiburg im Breisgau. Este alcătuită din următoarele districte:
| Districte rurale Landkreis | Orașe district urban kreisfreie Stadt |
| --- | ------------------------------------- |
| 1. Breisgau-Hochschwarzwald (FR) 2. Emmendingen (EM) 3. Konstanz (KN) 4. Lörrach (LÖ) 5. Ortenaukreis (OG) 6. Rottweil (RW) 7. Schwarzwald-Baar (VS) 8. Tuttlingen (TUT) 9. Waldshut (WT) | 1. Freiburg im Breisgau               |